# Bain de fusion
 (mars 2024).
La mise en forme du texte ne suit pas les recommandations de Wikipédia : il faut le « wikifier ».
Les points d'amélioration suivants sont les cas les plus fréquents. Le détail des points à revoir est peut-être précisé sur la page de discussion.
- Les titres sont pré-formatés par le logiciel. Ils ne sont ni en capitales, ni en gras.
- Le texte ne doit pas être écrit en capitales (les noms de famille non plus), ni en gras, ni en italique, ni en « petit »…
- Le gras n'est utilisé que pour surligner le titre de l'article dans l'introduction, une seule fois.
- L'italique est rarement utilisé : mots en langue étrangère, titres d'œuvres, noms de bateaux, etc.
- Les citations ne sont pas en italique mais en corps de texte normal. Elles sont entourées par des guillemets français : « et ».
- Les listes à puces sont à éviter, des paragraphes rédigés étant largement préférés. Les tableaux sont à réserver à la présentation de données structurées (résultats, etc.).
- Les appels de note de bas de page (petits chiffres en exposant, introduits par l'outil «  Source ») sont à placer entre la fin de phrase et le point final[comme ça].
- Les liens internes (vers d'autres articles de Wikipédia) sont à choisir avec parcimonie. Créez des liens vers des articles approfondissant le sujet. Les termes génériques sans rapport avec le sujet sont à éviter, ainsi que les répétitions de liens vers un même terme.
- Les liens externes sont à placer uniquement dans une section « Liens externes », à la fin de l'article. Ces liens sont à choisir avec parcimonie suivant les règles définies. Si un lien sert de source à l'article, son insertion dans le texte est à faire par les notes de bas de page.
- La présentation des références doit suivre les conventions bibliographiques. Il est recommandé d'utiliser les modèles {{Ouvrage}}, {{Chapitre}}, {{Article}}, {{Lien web}} et/ou {{Bibliographie}}. Le mode d'édition visuel peut mettre en forme automatiquement les références.
- Insérer une infobox (cadre d'informations à droite) n'est pas obligatoire pour parachever la mise en page.

Pour une aide détaillée, merci de consulter Aide:Wikification.
Si vous pensez que ces points ont été résolus, vous pouvez retirer ce bandeau et améliorer la mise en forme d'un autre article.

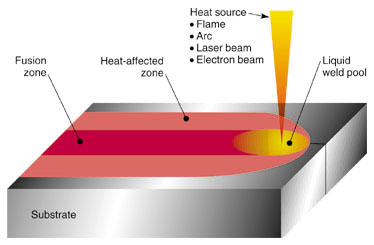
Illustration d'un bain de fusion dans le contexte d'un cordon de soudure (cad. déplacement du bain le long d'un joint à souder).

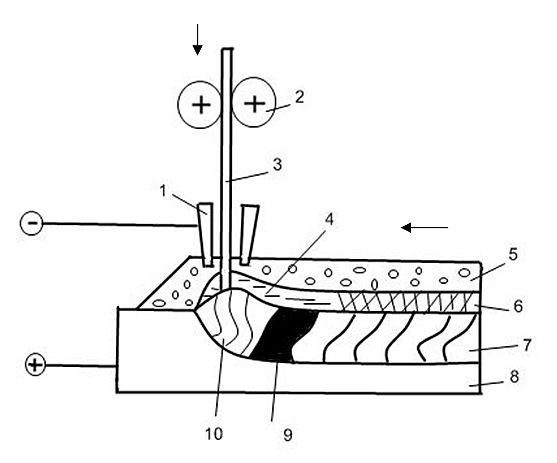
Formation d'un bain de soudure lors d'une opération soudage à l'arc submergé: 1 - conducteur de courant, 2 - mécanisme d'entrainement du fil, 3 - fil (métal d'apport), 4 - laitier liquide, 5 - flux (en poudre), 6 - croûte de laitier, 7 - soudure, 8 - métal de base de la pièce, 9 - métal liquide dans le bain de fusion, 10 - arc électrique (et spray de métal en fusion).

Le bain de fusion est la partie de la soudure d'un produit où le métal de base a atteint son point de fusion, et s'il y a apport de matière, là où le matériau d'apport pénètre. La formation d'un bain de fusion détermine la réussite du soudage.

## Histoire
Le bain de fusion a été décrit pour la première fois par Fouché et Picard alors qu'ils travaillaient avec Soudage et coupage oxygaz (en) en 1903, à la suite de la découverte de l'acétylène par Edmund Davy en 1836.

## Propriétés
Le bain de fusion s’étend le long du joint et détermine la qualité du soudage.
La zone affectée thermiquement (ZAT) par le bain de fusion comporte plusieurs sections structurelles qui diffèrent par la forme et la structure des grains :
- Zone de fusion incomplète;
- Zone de surchauffe;
- Zone de normalisation;
- Zone de recristallisation incomplète;
- Zone de recristallisation[1];
- Зона синеломкости (« zone bleue » en français).

Fusion incomplète - est dans un état solide-liquide et détermine la qualité du joint soudé. Dans cette zone, la fusion du métal de base avec le métal fondu a lieu. La température dans la zone est supérieure au point de fusion du métal (pour l'acier: 1500°C).
La surchauffe est une zone de la base, un métal très chauffé avec une structure à gros grains et des propriétés mécaniques réduites. Dans cette zone, la formation de structures durcies est possible. Pour l'acier, les températures varient de 1 100°C à 1 500°C.
La normalisation est une zone du métal de base dans laquelle se forme une structure à grains fins avec des propriétés mécaniques élevées. Pour l'acier, la température varie de 930 à 1 100 °C.
La recristallisation incomplète est une zone du métal de base dans laquelle une structure à grains fins se forme autour d'une structure à grains grossiers à la suite de la recristallisation. Pour l'acier, la température varie de 720 à 930°C.
La recristallisation est une partie du métal de base qui se caractérise par la restauration de la forme et de la taille des grains métalliques détruits, préalablement soumis à un traitement sous pression. Pour l'acier, la température varie de 450 à 720°C.
Recuit ou (ru)Синеломкость (« fragilité bleue » en français) - il n'y a pas de changements structurels visibles, mais se caractérise par une diminution des propriétés plastiques. Pour l'acier, la température varie de 200 à 450°C. Pour améliorer les propriétés et la structure du métal fondu dans la ZAT, on peut utiliser le forgeage à chaud du métal fondu et de la partie du métal de base qui ont été chauffés, immédiatement après le soudage. Une autre solution est un traitement thermique général: effectué dans des fours, puis suivi d'un refroidissement lent.
La largeur de la zone affectée thermiquement (ZAT) dépend de la méthode et des modes de soudage et est :
- pour le soudage à l'arc manuel - 3-6 mm ;
- pour du soudage à l'arc submergé - 2-4 mm ;
- pour du soudage MIG-MAG - 1-3 mm ;
- pour le Soudage sous laitier (électroconducteur) - 11-14 mm ;
- pour le  Soudage oxygaz (en) - 8-28 mm.

De plus, la largeur de la ZAT augmente avec l'intensité du courant des modes de soudage et diminue avec l'augmentation de la vitesse de soudage.
Lors du soudage en position « plafond », le métal en fusion dans le bain de soudure ne peut s'écouler principalement en raison de sa tension superficielle : pour un soudage de haute qualité, le poids du métal en fusion ne doit pas dépasser cette force. Pour ce faire, il faut réduire la taille du bain de soudure en effectuant des soudages avec des courts-circuits périodiques, permettant au métal fondu de cristalliser partiellement. Des diamètres d'électrode réduits sont utilisés, le courant de soudage est réduit et des électrodes spéciales sont utilisées pour garantir un bain de soudure visqueux.